# Зникнення Норфолкського полку

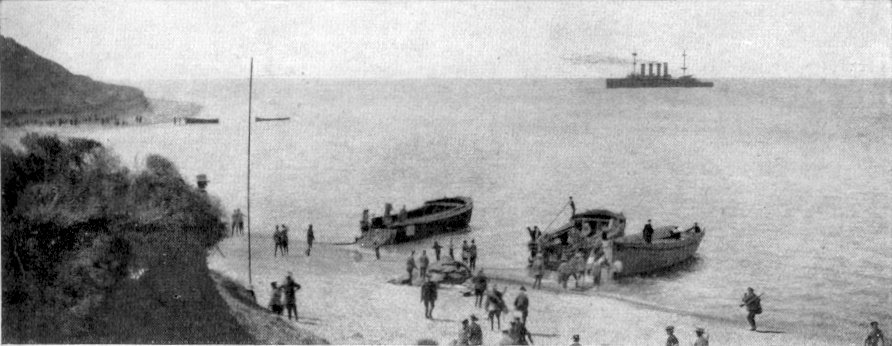
Висадка британських військ в Галліполі

Зникнення Норфолкського полку — подія, що відбулася з бойовим підрозділом 1/5 батальйону Норфолкського полку британської армії 12 серпня 1915 року в ході атаки турецьких позицій під час Дарданельської операції. Про таємниче зникнення батальйону один дріб п'ять, королівського Норфолкського полку в Першу світову, ходить безліч чуток і легенд. Різні джерела наводять різні цифри, одні стверджують, що зниклих було 145, інші запевняють що понад 500. Є й такі, які наводять цифру в 2000 чоловік.

## Норфолкський полк
Норфолкський полк був сформований під час реформи британської армії в 1881 році на базі 9-го піхотного полку, і складався в основному з місцевого ополченців і добровольців.
В Першу світову війну полк вступив у складі двох регулярних, одного резервного і трьох територіальних батальйонів (один з них — «самокатний», тобто велосипедний). З них два територіальні батальйону були приписані 163-ій бригаді 54 -ій (східно- англійській) дивізії, що входила до складу Середземноморських експедиційних сил під загальним командуванням генерал-лейтенанта сера Яна Гамільтона і брала участь у Дарданелльській операції на півострові Галліполі.

## Початок операції
Дарданелльська операція (англ.Gallipoli Campaign) — військова операція, почалася в 1915 році з метою захоплення країнами Антанти, головним чином Англією, чорноморських проток Дарданелли і Босфор, а також Константинополя. Атака 12 серпня, і Галіполльська кампанія загалом, була провальною для Великої Британії і союзників. 
7 -го серпня (за іншими джерелами 10-го) 1915 року батальйони Норфолкського полку 1/4 під командуванням капітана Монтгомері і 1/5 під командуванням полковника сера Хорейс Бошема (англ. Sir Horace GP Beauchamp, Bart., CB) у складі десантної групи висадилися в бухті Сувла та взяли участь у наступі на поселення Анафарта.
Наступаючим англійцям протистояли частини 36-ї дивізії під командуванням майора Муніб-Бея.

### Навколишні умови
Недалеко від берега знаходилося солоне озеро. Пересихаючи влітку, воно сильно блищало на сонці, відблискуючи кристалами солі. Відразу за смужкою пляжу починалося поле битви — рівнина Сувла, далі ряд ланцюгових пагорбів, що простягаються з півночі на південь і перетворюють рівнину в гігантську арену.
Галіполльская кампанія велася на найбільш невигідному театрі військових дій, які тільки відомі сучасній історії; очам норфолкців, які хотіли переконати себе в тому, що їм вдасться пережити цю авантюру, показалася жахлива картина справжнього пекла. Умови були жахливими! Окопи нагадували розпечене пекло; обпалюючий вітер ніс запах смерті і піднімав над долиною хмари пилу. Їжу, окопи, трупи і відхожі місця заполонили огидні жирні зелені мухи — «трупні мухи», названі так тому, що вони величезними полчищами роїлися на тілах вбитих і поранених. Страшна форма дизентерії не шкодувала нікого, солдати на очах перетворювалися на ходячі скелети.
Війська, які сильно порідшали внаслідок епідемії, були виснажені. Трупи лежали всюди, їх було дуже багато, руки та обличчя загиблих, там і тут стирчали з піску, становили жахливу особливість навколишнього ландшафту. Моральний дух впав, у військах панувала атмосфера безвиході. Але сер Ян Гамільтон, головнокомандувач середземноморськими експедиційними силами, вважав, що єдиний шанс переламати хід кампанії і добитися перемоги — швидше ввести свіжі сили в бої на головному напрямку.

## 12 серпня 1915
Після кількох днів напружених боїв 12 серпня 1915 генерал-лейтенант Гамільтон направив один з підрозділів батальйону 1/5 зайняти висоту 60 (тур. Kaiajik Aghala).
Операція почалася в 16 годин потужною артилерійською підготовкою, що тривала 45 хвилин. Проте зв'язок перебував в жалюгідному стані, погода того дня була туманна, і артилерія не отримала необхідної інформації. Артилерія відкрила вогонь у призначений час, але без чіткого узгодження цілей обстрілюваного району; офіцери не мали карт і відомостей про опорні пункти противника. Сили противника також були абсолютно невідомі.
У цій атаці брала участь Сендрінгемська добровольча рота батальйону 1/5 Норфолкського полку під командуванням капітана Френка Реджінальда Бека.
267 осіб, яких вели в бій полковник Бошем і капітан Бек, за словами очевидців, під час просування по видолинку увійшли в хмару туману. Однак, коли туман незабаром розсіявся, ні живих норфолкців, ні їхніх тіл на землі виявлено не було.
Ось як Гамільтон описував наступні події в донесенні військовому міністру лорду Кітченера:

Батальйон 1/5-й Норфолкського полку був на правому фланзі і в якийсь момент відчув менш сильний опір (противника), ніж той, який зустрічала інша частина бригади. Проти відступаючих сил противника полковник сер Х. Бошем — хоробрий, впевнений у собі офіцер — повів завзятий натиск (дослівно «гаряче натиснув вперед»), ведучи за собою найкращу частину батальйону. Битва посилювалося, а місцевість ставала (треба розуміти — на дистанції переслідування відступаючого супротивника) більш лісистою. До цієї стадії бою багато бійців були поранені або доведені до знемоги спрагою. Вони поверталися в табір протягом ночі. Але полковник з шістнадцятьма офіцерами і 250 бійцями продовжував переслідування, відтісняючи супротивника… Нікого з них більше не бачили і не чули. Вони заглибилися в ліс і їх вже не було ні видно, ні почуто. Ніхто з них не повернувся.
Оригінальний текст (англ.)
The 1/5th. Norfolk were on the right of the line and found themselves for a moment less strongly opposed than the rest of the brigade. Against the yielding forces of the enemy Colonel Sir H. Beauchamp, a bold, self - confident officer, eagerly pressed forward, followed by the best part of the battalion. The fighting grew hotter, and the ground became more wooded and broken. At this stage many men were wounded, or grew exhausted with thirst. These found their way back to camp during the night. But the Colonel, with sixteen officers and 250 men, still kept pushing on, driving the enemy before them... Nothing more was ever seen or heard of any of them. They charged into the forest and were lost to sight or sound. Not one of them ever came back.

В результаті серпневих і вересневих боїв 1/5 частина батальйону Норфолкського полку зазнала великих втрат на полі бою, хворими і пораненими. Особовий склад, що залишився, був зведений в дві роти, і батальйон до листопада 1915 залишався на передовій в районі Агіл -Дере, північніше пагорба Сарі-Бейр.
На місці боїв десанту в бухті Сувла досі залишилося кілька місць поховань, відомих під загальною назвою кладовище «Азмак». До складу кладовища «Азмак» увійшло також кладовище «5-е Норфолкське», назване саме на честь 1/5 батальйону Норфолкського полку, і складається з 114 могил.

## Розслідування події
Можливість серйозно зайнятися розслідуванням зникнення відразу 267 осіб з'явилася тільки після закінчення бойових дій. Тоді, в 1918 році, британська влада занепокоїлися поверненням своїх підданих, захоплених в ході битви у бухти Сувла, на рідну землю. Туреччина охоче пішла назустріч колишньому противнику, сумлінно пред'явивши всіх бранців і надавши інформацію про загиблих.
І тут став очевидним неймовірний факт: виявляється, серед численних англійських військових, що потрапили в руки ворога влітку 1915-го, нікого з зниклого 1-го батальйону 5-го Норфолкського полку не було!
До того ж, ніхто із звільнених британців нічого не чув про зниклих в той серпневий ранок, і ніхто їх не зустрічав.
У 1967 році нарешті стали доступними для громадськості документи за Дарданелльской кампанії та їх опублікували. Звичайно, доповіді, призначені для друку, пройшли серйозну цензурну обробку в міністерстві оборони. Проте, в них все ж збереглися цікаві деталі, які робили історію надприродного «випаровування» 267 осіб правдоподібною. Так, в остаточному звіті підтверджувалася пропажа без очевидних причин великої кількості людей на схилі «висоти 60».

### Звіт «The Final Report of the Dardanelles Commission»
У звіті комісії (The Final Report of the Dardanelles Commission) згадувалося про дивний туман, який 12 серпня 1915 засліплював артилерійських спостерігачів в районі бухти Сувла.

Сам звіт: 

З якоїсь примхи природи Сувла Бей і Плейн були оповиті дивним туманом 12 серпня, вдень. Це була повна невдача для нас, так як ми сподівалися, що стрільці ворога будуть засліплені сонцем, що схиляється до заходу, а нам турецькі окопи будуть ясно видно в його вечірніх променях з винятковою чіткістю. Вийшло ж, що ми насилу могли розрізнити порядки ворога цього дня, в той час як західні цілі були особливо добре видно на яскравому світлі.
Оригінальний текст (англ.)
By some freak of nature Suvla Bay and Plain were wrapped in a strange mist on the afternoon of 12 August. This was sheer bad luck as we had reckoned on the enemy's gunners being blinded by the declining sun and upon the Turk's trenches being shown up by the evening sun with singular clearness. Actually, we could hardly see the enemy lines this afternoon, whereas to the westward targets stood out in strong relief against the luminous light.

### Заява британців

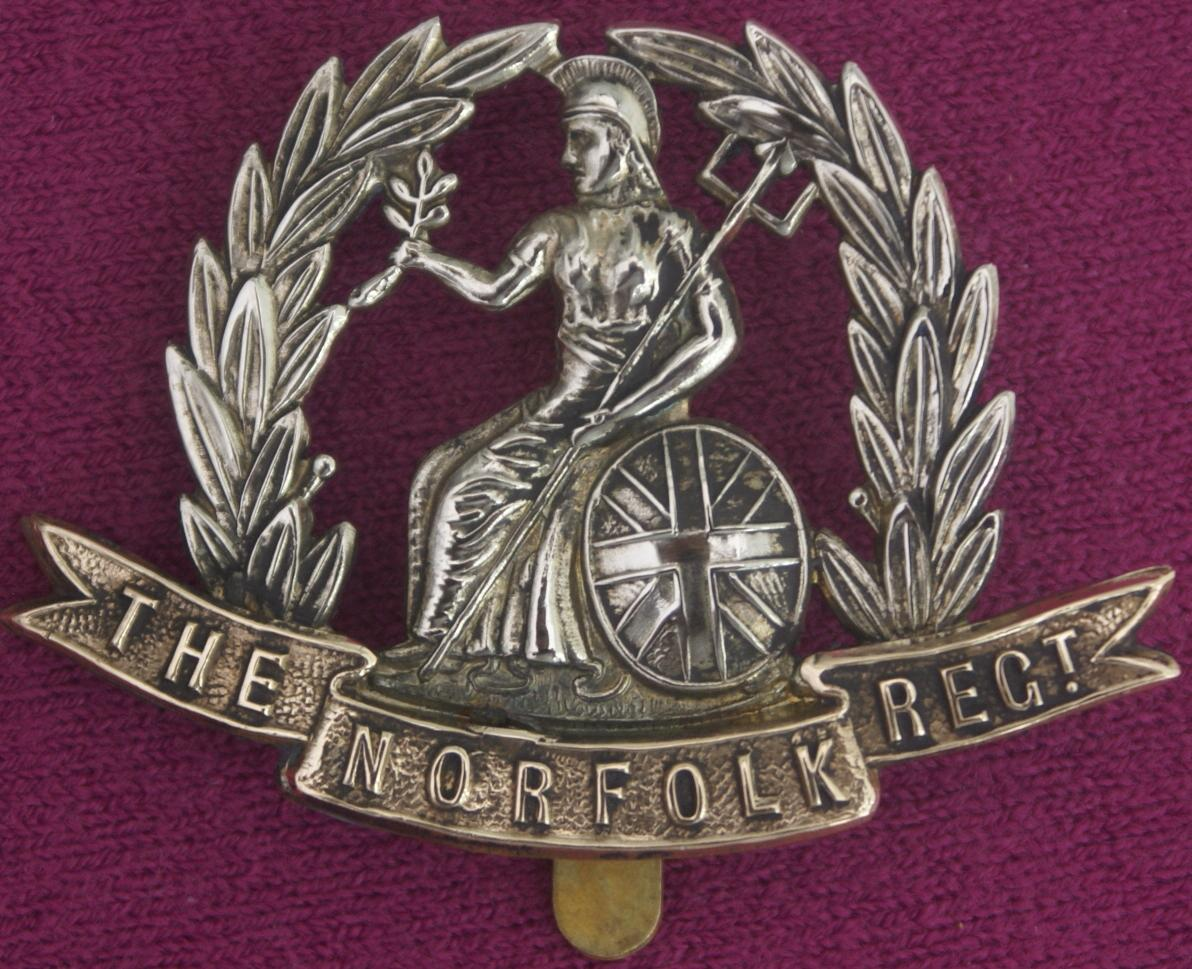
Кокарда норфолкців

Після закінчення війни в 1918 році британський солдат окупаційних військ, обходячи поле битви, виявив кокарду королівського Норфолкського полку і після недовгих розпитувань з'ясував, що якомусь турецькому селянинові довелося вивезти зі своєї ділянки безліч тіл, які він звалив до найближчої ущелини. 23 вересня 1918 офіцер, який відав проблемами поховань, повідомив:

Ми знайшли Норфолкський батальйон «один дріб п'ять» — всього 180 тіл: 122 норфолкця, кілька Гентців і саффолкців з чеширцями (з батальйону) «два дріб чотири». Нам вдалося ідентифікувати тільки трупи рядових Барнабі і Коттера. Тіла були розкидані на площі приблизно квадратної милі, на відстані не менше 800 ярдів за переднім краєм турків. Багато хто з них безсумнівно були вбиті на фермі, так як місцевий турок, власник цієї ділянки, сказав нам, що коли він повернувся, ферма була завалена (дослівно «покрита») тілами британських солдатів, що розкладались, і він їх скинув у маленький яр. Тобто підтверджується первинне припущення про те, що вони (норфолкці) не втекли далеко вглиб оборони противника, а були знищені один за іншим (на полі бою) за винятком тих, хто дістався до ферми.
Оригінальний текст (англ.)
We have found the 5th Norfolks - there were 180 in all; 122 Norfolk and a few Hants and Suffolks with 2/4th Cheshires. We could only identify two - Privates Barnaby and Cotter. They were scattered over an area of about one square mile, at a distance of at least 800 yards behind the Turkish front line. Many of them had evidently been killed in a farm, as a local Turk, who owns the place, told us that when he came back he found the farm covered with the decomposing bodies of British soldiers which he threw into a small ravine. The whole thing quite bears out the original theory that they did not go very far on, but got mopped up one by one, all except the ones who got into the farm

Вищезазначена заява більш ніж дивна тому, що вона суперечить сама собі — 800 ярдів, тобто 750 метрів «за переднім краєм турків», це вже зовсім не поле бою, а майже кілометр за лінією фронту!
Так само дивний той факт, що з 180 знайдених, було упізнано лише двоє.
Що знайдено всього 180 з 267 (як стверджується в заяві Гамільтона) зниклих.
Але головне те, про що промовчали офіційні джерела, просто не намагаючись пояснити подив і жах цього самого селянина, який запевняв, що трупи, знайдені на власному полі, були сильно понівечені.
«Зламані і як би скинуті з великої висоти …» — Так він описав подію. Злякавшись нечистих сил, він скинув тіла в яр.
З 1915 року підрозділ Норфолкського полку вважалося зниклим безвісти. Уряд Великої Британії намагався з'ясувати його подальшу долю, в тому числі, звертався по допомогу в цьому питанні до турецької влади.
Остаточно ясність у даному питанні на поточний момент (2014) не встановлена.
Вже з моменту зникнення Сендрінгемської роти 1/5 батальйону Норфолкського полку ця історія мала містичний відтінок. Сер Ян Гамільтон зазначав дивину (mysterious thing) в самому факті пропажі цілого підрозділу на полі бою серед білого дня.
Надалі з'являлися додаткові свідчення, що додавали загадковість в цю історію.
Також у звіті комісії (The Final Report of the Dardanelles Commission) згадувалося про дивний туман, який 12 серпня 1915 засліплював артилерійських спостерігачів в районі бухти Сувла.

Тоді ж були опубліковані свідчення свідків ветеранів зі складу новозеландського підрозділу, яке знаходилося на передовій в районі висоти 60 під час атаки 12 серпня 1915. У ньому повідомлялося про незрозумілий зв'язок із зникненням норфолкців та дивною хмарою, до якої вони увійшли [ 1 ]: 

Починався день, ясний, безхмарний, загалом, прекрасний середземноморський день, якого і слід було очікувати. Однак було одне виключення: у повітрі висіли 6 або 8 хмар у формі «круглих буханок хліба». Всі ці однакові за формою хмари знаходилися прямо над «висотою 60». Було відмічено, що, незважаючи на легкий вітер , що дув з півдня зі швидкістю 5-6 миль на годину, ні розташування хмар, ні їх форма не змінювалися. 
 З нашого спостережного пункту, розташованого в 500 футах, ми бачили, що вони висять на куті піднесення 60 градусів. На землі, прямо під цією групою хмар, знаходилася ще одна нерухома хмара такої ж форми Її розміри були близько 800 футів в довжину, 200 у висоту і 200 у ширину. Ця хмара була зовсім щільною і здавалася майже твердою структурою. Вона знаходилася на відстані від 14 до 18 кіл (280–360 метрів) від місця бою, на території зайнятої британцями. 
 Двадцять дві людини з 3-го відділення 1 — ї польової роти NEZ і я спостерігали за всім цим з траншей на відстані в 2500 ярдів на північний захід від хмари, що знаходилася ближче всіх до землі.  Наша точка спостереження височіла над «висотою 60» десь на 300 футів ; вже пізніше ми згадали, що ця хмара розтягнулася над руслом пересохлої річкою або розмитої дороги, і ми чудово бачили її боки і краї. Вона була, як і всі інші хмари, світло-сірого кольору. 

Тоді ми побачили британський полк (перший дріб четвертий батальйон Норфолкського полку) у кілька сотень чоловік, що вийшов на це висохле русло або розмиту дорогу і попрямував до «висоти 60», щоб посилити загін на цій висоті. Вони наблизилися до місця, де знаходилася хмара, і без коливань увійшли прямо в неї, але жоден з них на висоті 60 не з'явився і не бився. Приблизно через годину після того як останні групи солдатів зникли в хмарі, вона легко покинула землю і, як це роблять будь туман або хмара, повільно піднялася і зібрала інші, схожі на неї хмари, згадані на початку розповіді. Розглянувши їх уважно ще раз, ми зрозуміли, що вони схожі на «горошини у стручку». Протягом всього, що відбувається хмари висіли на одному і тому ж місці, але як тільки «земна» хмара піднялася до їх рівня, всі разом вирушили в північному напрямку, до Болгарії, і через три чверті години загубилися з виду. 

Полк, про який тут згадується, був оголошений «зниклим безвісти» або «знищеним», і починаючи з поразки Туреччини в 1918 р., першим ділом Велика Британія зажадала повернення свого полку. Туреччина відповіла, що вона ніколи не брала в полон цей полк, не вступала з ним у бій і взагалі не підозрювала про його існування.
Британський полк в 1914–1918 рр.. налічував від 800 до 4000 чоловік. Ті, хто спостерігав за подіями, свідчать, що турки не брали цей полк в полон і не контактували з ним. 

Ми, що нижче підписалися, хоча і робимо цю заяву із запізненням, тому що з дня тієї події минуло 50 років, заявляєм, що вищеописане пригода є достовірним. Підписано свідками:

 4/165 Sapper F. Reichart Matata Bay of Plenty

 13/426 Sapper R. Newnes 157 King Street, Cambridge

 J.L. Newman 73 Freyberg St. Otumoctai, Tauranga
Оригінальний текст (англ.)
Gallipoli, August 12, 1915. The following is an account of a strange incident that happened... in the morning, during the severest and final days of the fighting, which took place at «Hill 60» Suvla Bay, «ANZAC» [Australian and New Zealand Army Corps]. The day broke clear, without a cloud in sight, as any beautiful Mediterranean day could be expected to be. The exception, however, was a number of perhaps six or eight "loaf of bread" shaped clouds - all shaped exactly alike - which were hovering over "Hill 60". It was noticed that, in spite of a four or five mile an hour breeze from the south, these clouds did not alter their position in any shape or form, nor did they drift away under the influence of the breeze. They were hovering at an elevation of about 60 degrees as seen from our observation point 500 ft. up. Also stationary and resting on the ground right underneath this group of clouds was a similar cloud in shape, measuring about 800 ft. in length, 200 ft. in height, and 200 ft. in width. This cloud was absolutely dense, almost solid looking in structure, and positioned about 14 to 18 chains from the fighting in British held territory. All this was observed by twenty - two men of No. 3 Section of No. 1 Field Company, NZE, including myself, from our trenches on Rhododendron Spur, approximately 2500 yards south west of the cloud on the ground. Our vantage point was overlooking «Hill 60» by about 300 ft. As it turned out later, this singular cloud was straddling a dry creek bed or sunken road (Kaiajik Dere) and we had a perfect view of the cloud's sides and ends as it rested on the ground. Its colour was a light grey, as was the colour of the other clouds. A British Regiment, the First Fourth Norfolk, of several hundred men, was then noticed marching up this sunken road or creek towards «Hill 60.» It appeared as though they were going to reinforce the troops at «Hill 60». However, when they arrived at this cloud, they marched straight into it, with no hesitation, but no one ever came out to deploy and fight at «Hill 60». About an hour later, after the last of the file had disappeared into it, this cloud very unobtrusively lifted off the ground and, like any fog or cloud would, rose slowly until it joined the other similar clouds which were mentioned in the beginning of this account. On viewing them again, they all looked alike «as peas in a pbd.» All this time, the group of clouds had been hovering in the same place, but as soon as the singular «ground» cloud had risen to their level, they all moved away northwards, ie towards Thrace (Bulgaria). In a matter of about threequarters of an hour they had all disappeared from view. The Regiment mentioned is posted as «missing» or «wiped out» and on Turkey surrendering in 1918, the first thing Britain demanded of Turkey was the return of this regiment. Turkey replied that she had neither captured this Regiment, nor made contact with it, and did not know that it existed. A British Regiment in 1914-18 consisted of any number between 800 and 4000 men. Those who observed this incident vouch for the fact that Turkey never captured that Regiment, nor made contact with it. We, the undersigned, although late in time, that is at the 50th Jubilee of the ANZAC landing, declare that the above described incident is true in every word. Signed by witnesses: 4/165 Sapper F. Reichart Matata, Bay of Plenty 13/416 Sapper R. Newnes 1.57 King St., Cambridge J. L. Newman 73 Freyberg St., Otumoctai , Tauranga.

При уважному вивченні існуючих документів можна знайти деякі неточності. Наприклад, новозеландські ветерани в своїй доповіді допустили помилку: «Перший дріб четвертий батальйон Норфолкського полку», саме цей батальйон вони, як самі сказали, бачили. Але насправді зниклим безвісти вважається батальйон «один дріб п'ять Норфолкського полку». Тому вже можна поставити під сумнів їх свідчення. Можна припустити, що вони зробили дану заяву, щоб просто привернути до себе увагу. Вони мовчали 50 років, і якщо навіть дана подія відбулася, вони явно його прикрасили.

## Стаття Travers T., Celik B. «Ніхто з них не повернувся»: Що сталося з бойовим підрозділом 1/5 батальйону Норфолкського полку
Сучасні дослідження подій зникнення норфолкців висвістлені у статті Travers T., Celik B. «Ніхто з них не повернувся»: Що сталося з бойовим підрозділом 1/5 батальйону Норфолкського полку 
Сплеск уваги до зникнення батальйону був відмічений після показу художнього фільму BBC під назвою «Вся Королівська Рать» (1999). (Ориг. «All the king's Men»). (Мається на увазі більше уваги на англомовних територіях).
Батальйон зник під час походу 12 серпня. Король Джордж V, сам зацікавився долею батальйону, але нічого про розвиток цих подій невідомо.
Пішли чутки про містичне зникнення Норфолка, або про їх викрадення і вбивство турками. Ця історія згодом отримала містичний характер свідомо. Нинішні відомості досі перевіряються і для цього використовуються турецькі архіви, щоб знайти відповідь на головне питання: «Що сталося з батальйоном Норфолк?»
12 серпня 1915 батальйон Норфолк взяв участь в атаці, на рівнинах Сувла, для встановлення лінії старту набагато більшою атаки на наступний день. Норфолкский батальйон був частиною 163-ї Бригади 54-ї дивізії і супроводжувався в цій атаці батальйоном 1/8 Гемпширського полку і батальйоном 1/5 Суфолкського полку в запасі. Спостерігачі дивилися, що атака просувається вперед серед тяжкої турецької артилерії, рушничного вогню зліва і шрапнельного вогню праворуч. Норфолк просувався на праву частину лінії оборони і прогресував в атаці набагато більше, ніж інші батальйони. Потім Норфолк просунувся в ліс і кущі, і вийшов з поля зору.
Після війни дві окремі відповіді намагалися пояснити подальшу долю батальйону 1/5 Норфолкского полку. Перша — батальйон просто зник без відомостей і пояснень — містичне пояснення. Друга — батальйон був захоплений і вбитий турками.

### Британські версії
Ян Гамільтон, командир експедиції, драматично давав перше пояснення офіційно в своєму звіті 11 грудня 1915: «Сталася дивна річ… нічого більше не було помічено, ні почуто. Вони просунулися в ліс і втратили зв'язок. Жоден з них досі не повертався». Друге пояснення з'явилося у 1920–1930 роках, як результат обробки CWG комісії. Підполковник Колонел Джордан розповідав британським історикам, що 1/5 частина Норфолка була вбита після захоплення, що їх трупи були знайдені з кулями в головах. «Їх кістки були розкидані по заростях».
Сам Гамільтон майже повністю знав про долю Норфолкського полку тому, що інформацію він отримав через королівський запит.
1-го вересня 1915 король Джордж V запитав Гамільтона: «Що сталося з норфолкцями?» Король переживав, так як значна частина батальйону складалася з людей з Сандрінгему, а командиром був капітан Франк Бек — людина короля. Гамільтон сказав королю, що 14 офіцерів і близько 250 солдатів Норфолка було втрачено, включаючи командирів-офіцерів.
Старі товариші зустрілися в 1965 році і сапер з Нової Зеландії заявив, що бачив атаку норфолкців 12 серпня 1915. Він стверджував, що батальйон увійшов в хмари нижнього ярусу, які приховували їх пересування, а коли хмари розсіялися — норфолкці зникли. Ця надприродна історія отримала деяку віру в Туреччині тому, що недавня стаття в журналі підтримала теорію зникнення, включаючи ідею про викрадення батальйону іноземцями.
У Британії фільм «Вся Королівська Рать» пред'являв багато версій про зникнення батальйону. На рахунок другої версії, то вона описувалася в книзі Нігеля МакКрэри «Зниклий батальйон» (1992). Недавня стаття в Туреччині сильно заперечує версію фільму. Отже, що тоді трапилося з батальйоном 12 серпня 1915? Чи можуть наявні джерела розповісти повну історію? Британська офіційна історія походу в Галіполлі не забезпечує розуміння і замість цього вінчає містичні пояснення. Британські офіційні історії актуально підсилюють міф про зникнення Норфолка. З боку турків проявляється значний інтерес до цих історій, які ще досі не були надруковані.
Військові щоденники сусідніх блоків дали додаткову інформацію про різні проблеми, щодо атаки 12 серпня. Військовий щоденник 159 Бригади розповідає, що один з солдатів, який дивився за атакою, бачив, як вона (атака, тобто атакуючі) зникла в лісах і підгір'ях. Але «після того, як стемніло (12 серпня), велике число полків Норфолка, Херефорда і Сафолка було помічено на нашій лінії». Більш детальна історія доступна від офіцера батальйону 1/8 Гемпширського полку. Він повідомив, що просування почалося в 16:00 батальйоном Гемпшир до центру, бальтальйоном 1/4 Норфолку наліво і батальйоном 1/5 Норфолку направо. З'ясувалося, що навіть карти місця атаки були представлені не вірно, але ці карти були потім перероблені на більш правильні.
«Офіцери не мали часу на запитання про їжу і навіть не помічали, що бутлі з водою були порожні …повідомлення були розпливчасті і не було зрозуміло специфіку об'єктів, крім головної мети — гір попереду. 163 Бригада рухалася без артилерії для захисту і оборони бригади. Праворуч і ліворуч бригади просувалися швидше, ніж по центру і в цей момент Норфолк зник …»
У звіті написано, що 1/5 Норфолк втратив близько 600 убитих і поранених. За фактом, це означало, що офіцери і солдати фактично зникли 12 серпня. Але що ж трапилося тоді, коли Норфолк зник? Корисна гучна інформація, записана після війни сержантом Томом Вільямсоном, солдатом 1/5 Норфолку, доступна в Національному Музеї Війни Великої Британії.
Том згадує: «… Батальйон 1/5 Норфолкського полку втратив усіх офіцерів раніше, ніж вони були захоплені турками. Ворожа артилерія відкрила вогонь. Коли деякі з батальйонів перейшли хребет гір, то побачили турків навколо себе. Деякі з Норфолка кинулися вперед і дісталися до турецької лінії. Багато з тих, хто проривався через турків не розуміли цього. Ми змішалися з турками, вони розсіялися навколо нас». Вільямсон був поранений і хотів повернутися назад, але «…саме тоді я помітив взвод Сандрінгем близько 40 осіб з сержантом Аймерс, прихованих в сараї. Чагарники були у вогні, снайпери були в оточенні турків, для яких це було безнадійне становище. Вони, безсумнівно, були вбиті або поранені там, де вони і були …». Вільямсон пропонує корисний аналіз і роз'яснює чітку проблему батальйону 1/5 Норфолкського полку: вони пересувалися дуже швидко, без підтримки інших батальйонів і просто змішалися з турками. Але Вільямсон помиляється щодо Сандрінгема. Тому, що з ними не було сержанта Аймерса. Але з іншого боку сцена, що він описує, схожа на правду і сарай був частиною ферми, яка слугувала останнім об'єднуючим об'єктом для деяких військових з батальйону 1/5 Норфолк. Ця картина підтверджується CWG комісією, яка знайшла поруч 180 тіл. Це раціональне пояснення звучить правдиво.
Інший доказ відходив від деяких чорнових начерків олівцем, який вів капітан Монтгомері — командир ¼ Норфолкского полку. Він писав, що напад 12 серпня, здавалося, йшлов добре, поки три батальйони не побачили турецькі позиції на іншій стороні долини. Противник відкрив вогонь шрапнеллю, і половина Сандрінгемців пішла вправо. Монтгомері зупинив свій батальйон і побачив, що 163 Бригада та її атака були в біді.
Офіцер батальйону 1/5 Сафолкського полку прибіг, кажучи, що його батальйон обходять і в терміновому порядку просив про допомогу. Пізніше Монтгомері стверджував, що турки відступали по всьому фронту атаки батальйонів 1/8 Гемпшир і 1/5 Норфолк. Якщо це дійсно було так, то це говорить про те, що 1/5 Норфолк були близькі до турецької лінії, ймовірно змішавшись з ворогом, хоча ще не на турецьких лініях. Ще один майор Бригади прийшов і сказав Монтгомері, що для них настали «важкі часи». Але Монтгомері та його батальйон чомусь залишився там, де був.
«Протягом ночі люди підходили і повідомляли про свої втрачені підрозділи, і я припускаю, що на ранок зі мною залишилося 200 осіб. Я дав їм води, яка в той час була їм необхідна». Телеграма від 12 серпня полковника Мустафи Кемаля офіцера північної турецької групи (п'ята турецька армія) повідомляє, що він проводив допит британських військовополонених, всі вони були «психологічно і фізично виснажені, мали потребу в їжі і воді». Це збігається із заявами Монтгомері.
Досі, здається, що попереднє пояснення про долю 1/5 Норфолк незрозуміле, тому поки, версію неприродного зникнення не можна скидати з рахунків. Пояснення, що норфолкці вижили після турецького захоплення, поки теж не може бути підтверджено або спростовано. Але третє, вірогідне пояснення також існує: нещасні норфолкці були частиною дезорганізованої атаки з великими втратами. Може турецькі джерела дадуть будь-які додаткові докази на рахунок зіпсованої атаки Норфолка?

### Версії турків
Турки вели скорочені військові щоденники, включають звіти і повідомлення, відомі як «Harp Ceridesi».
Доповіді 36 полку дванадцятої дивізії, що захищалась від нападу англійської 163-ї бригади наведені далі: …11 серпня 1915, майором Муніб-Бейем, командувачем тридцять шостим полком. Він створив свої оборонні позиції, розтягнув свій полк через долину Сувла до краю хребта Киреч Тепе. На наступний день, після битви з участю 1/5 Норфолка, Муниб Бей писав свої звіти. За його словами, 12 серпня, нічого не відбувалося, поки в 16:00 ворог почав обстрілювати лінії фронту і тилу.
Це був Британський флот, який безперервно обстрілював висоти і всю рівнину Сувла. Було чітке зазначення обстрілювати Муніба і його сили. У 16:50 ворожа піхота відкрила вогонь.
Стрілянина була напруженою з обох сторін і здавалося, що ворог намагається обійти праве крило батальйону майора Муніба. Через 30 хв перестрілки батальйон пішов у багнетову атаку і зупинив напад ворога. Стрілянина припинилася на деякий час, а потім знову почалася. Майор Муніб наказав ввести останні резерви свого батальйону, також вивчити ситуацію на полі бою. Ситуація була серйозною, майор зазначив, що бойові лінії були 5-6 метрів один від одного. Подальша допомога була просто необхідна, і він наказав сусіднім батальйонам посилити своє ліве крило. Напад турків почався знову, зліва і в центрі лінії, але напад було швидко припинено. Майор сказав: «Слава богу, ворог був розгромлений». Він оцінив атакуючі сили у два батальйони (хоча насправді було три британських батальйонів), а втрати противника оцінив приблизно в 300 чоловік, 250 рушниць було їм вилучено. Згідно з доповіддю майора Муніба, полковник Хорейс Бошем і 250 його підлеглих були вбиті в тій битві. Тіла були залишені в задній частині турецької лінії, де вони, ймовірно поховані. Також майор повідомив, що 35 ворожих поранених солдатів було взято в полон.
13 серпня 1915 військовополонених відправили для надання медичної допомоги, саме так сказано в доповіді.
Між тим, 12 серпня 1915, підполковник Селахадин Аділь підтвердив дані майора Муниба. У висновках до своєї доповіді Аділь заявив, що після атаки ворогів їм не вистачало сили, щоб зустрітися з іншими силами в долині Сувла. Ворог діяв нерозважливо нападаючи вдень.
Крім того, ворожі сили вели себе боязко. Вони потрапили в пастку, «влаштовану хоробрими вояками під його командуванням, які безсумнівно заслужили нагороди».
Інші турецькі джерела розповідають схожу історію. Крім кількох моментів. Вказується 680 убитих британців, військовополонених 37, а турецькі втрати 282 солдата.
Важливо те, що більшість нападників було вбито багнетами, а не пострілами, як часто кажуть британські джерела. Судячи з доповідей турків, 1-й батальйон 36 полку прийняв основний удар британської атаки. Киаз Бей в доповіді начальнику штабу Отто Ліману підтверджує «переможну контратаку», але кількість полонених він вказує іншу — 19.
Турецькі повідомлення про військовополонених зберігають багато корисної інформації, а саме: військовополонені були захоплені і НЕ розстріляні, як це стверджується в британських доповідях. Доказом цього є рядові Браун, Ноббс, Рів і Томпсон. Судячи з цих історій вони були майже всі поранені до захоплення. Ще один полонений Фоукс, який входив до складу 1/5 Норфолкского полку, на турецькому допиті сказав, що полковник Бошем наказав батальйону йти в атаку в 16:00, але інтенсивний вогонь з турецької сторони зруйнував його плани. Далі Фоукс розповідає, що тільки він і його сержант Варлі залишилися в живих. Пройшовши вперед приблизно 100 ярдів, сержант впав, а поранений Фоукс пішов далі, після втративши свідомість. Коли він прийшов до тями вже «сяяли зірки» і як виявилося, він опинився за лінією турків. Він спробував захопити ворожу траншею. Дивно, але турки не завдали йому додаткових ран, навпаки дали йому їжу і воду і відвели в лікарню.
Фоукс був вдячний за допомогу, надану йому, — так він сказав турецькому слідчому. Ця історія офіційно підтверджена турками.
Група ув'язнених, у тому числі деякі норфолкці, перебували в таборі «Basr-el-Galik», на схід від Суецького каналу.
Цікаво також, що саме після провалу атаки 12-го серпня 1915 року, майор Гай Давнай, ад'ютант Гамільтона, першим запропонував евакуювати Галіполльский плацдарм, що в підсумку і сталося. Значить — це був безсумнівно провальний день.

## Версії
На основі цих свідчень склалися кілька версій, що трактують подія, яке отримало назву «зникнення Норфолкского полку» (англ. disappearance of the Norfolk Regiment):
- Уфологічні версії
  - Британські солдати були викрадені інопланетним кораблем.
  - Британські солдати були частково викрадені інопланетним кораблем, а частково знищені. Згадується, що турецький селянин, який знайшов тіла норфолкців, описував, що вони були сильно понівечені: «…зламані і як би скинуті з великої висоти…».

- Версії «паралельних світів».
  - Британські солдати перемістилися в інший простір.
  - Зникнення британського підрозділу пов'язано з дослідами по переміщенню в часі Ніколи Тесла.

- Реалістичні версії
  - Британські солдати просто потрапили в полон до турків і були вбиті, але Туреччина досі заперечує факт розправи над британцями.
  - Загін полку Норфолк знищила власна артилерія.
  - Версія ґрунтується на фактах про невдалу атаку і видумуванні інших версій для приховування помилок. Версія має своє підтвердження документально. Галіполльська кампанія насправді була програна британцями через жахливі прорахунки командування в координації і організованості дій.
  - Пояснення про те, що частина норфолкців потрапила в полон, а основна частина була знищена, може бути істинним, якщо припустити, що їх смерть сталася через багнетову атаку, а не стрілянину.

## Норфолкський полк в культурі
- Метал-група «Арія» з 1991 року має у своєму репертуарі композицію «Прощай, Норфолк!» (музика — Ст. Дубінін/В. Холстінін, слова — М. Пушкіна)[2].
- У 1999 році вийшов художній фільм «Вся королівська рать» (англ. All the king's Men) режисера Джуліана Джерролда (англ. Julian Jarrold) за романом Найджела Мак ' Крери (англ. Nigel Mc'Crery), присвячений 1/5 батальйону Норфолкського полку[3].